# Catacomba dei Santi Gordiano ed Epimaco
La catacomba dei Santi Gordiano e Epimaco è una catacomba di Roma, sull'antica via Latina, oggi nei pressi di piazza Galeria, nel  quartiere Appio-Latino.

## Storia
La catacomba, intitolata ai due martiri ivi sepolti, al momento della sua scoperta fu chiamata "catacomba dell'Acqua Mariana", finché l'archeologo Enrico Josi, nel corso di una campagna di scavi organizzata durante l'ultima guerra mondiale (1940-1941), non la identificò con la catacomba di Gordiano ed Epimaco. Una scoperta casuale fu fatta nel 1955: durante gli scavi per un edificio in superficie fu ritrovato, e in parte abbattuto, un cubicolo affrescato, che fu salvato dalla distruzione totale per l'intervento di padre Antonio Ferrua, all'epoca direttore della Pontificia Commissione di Archeologia Sacra.
Solo alcune delle gallerie di questo cimitero ipogeo sono state scoperte e in parte scavate; gli archeologi ritengono che si tratti di una necropoli molto vasta, disposta su più livelli, ancora utilizzata, come dimostrano alcune iscrizioni datate trovate sul luogo, durante l'impero di Flavio Claudio Giuliano (361-363).

## I martiri
Le fonti antiche ricordano la sepoltura nel cimitero ipogeo sulla via Latina nei pressi delle mura Aureliane di questi martiri: Gordiano, Epimaco, Quarto, Quinto. Questi santi sono tutti menzionati nel martirologio geronimiano alla data del 10 maggio. Secondo la tradizione cristiana, Gordiano subì il martirio durante la persecuzione dell'imperatore Giuliano, mentre Epimaco morì un secolo prima, durante la persecuzione dell'imperatore Decio (249-251). Dei martiri Quarto e Quinto non si ha nessuna notizia. La sepoltura di questi martiri nella catacomba è poi confermata dall'itinerario per pellegrini del VII secolo, la Notitia ecclesiarum urbis Romae, la quale aggiunge la presenza di un altro santo, Trofimo. Altri itinerari, oltre ai cinque già nominati, ricordano altri martiri sepolti: Sofia, Sulpicio e Serviziano. Le notizie su questi ultimi quattro martiri sono confuse e frammentarie. Gli itinerari altomedievali menzionano la presenza, nel sopraterra, di una basilica, dedicata ai santi Gordiano ed Epimaco, e di un mausoleo dedicato a Trofimo. Non esistono tracce archeologiche di questi monumenti.

## Descrizione
Il monumento più interessante di questa catacomba è quello scoperto nel 1955 e  battezzato col nome di "cubicolo D". Esso è a forma quadrata con tre arcosoli. Gli affreschi delle pareti sono databili alla seconda metà del IV secolo. Quello più importante raffigura Cristo seduto nelle vesti di "maestro", con due figure ai lati, identificabili con i martiri Gordiano ed Epimaco, che hanno tra le mani una corona, simbolo del martirio. Altri affreschi raffigurano Mosè che riceve le tavole della legge, la risurrezione di Lazzaro, il peccato originale e l'episodio veterotestamentario della "casta Susanna" (rappresentata nuda in una vasca da bagno).